# テュール
テュール（古ノルド語: Týr 英語: Tyr）は、ドイツ神話や北欧神話における軍神。勇敢な神とされる。

## 解説
古英語形ではティーウ (Tiw)、ドイツ語ではテュール (Tyr)、ツィーウ (Ziu)、またはティウ (Tiu) という。想定されるゲルマン祖語ではティワズ (*Tiwaz)。
ギリシア神話のゼウス (Ζεύς)、ローマ神話のユーピテル (Jupiter: 原型はDieu pater) など印欧語族の多くが天空神として信仰する神々と同語源と考えられ、テュールも本来は天空神だったらしいが、現存する史料では概ね軍神とされている。これは本来は法と豊穣と平和をつかさどる天空神であったのが、2世紀後半以降にゲルマン人の世界が激しい戦乱の時代をむかえ、戦争の神であるオーディンへの信仰が台頭し、テュールは最高神の地位を追われて一介の軍神に転落したからと考えられている。こうした経緯もあり、「テュール」というのは、古くは古ノルド語で「神」をあらわす一般名詞でもあった。
またテュールが最高神であった時代のゲルマン人諸族の王を意味する語は、ティワズの祭司を意味するティウダンス (thiudans) であった。
絵画などでは隻腕の戦士の姿で表され、これはフェンリルに片手を食いちぎられたことを示す。
またルーン文字の「テュール（上向き矢印のような形状、ラテン文字ではTに当たる）」はテュールの象徴で『詩のエッダ』によれば勝利のルーンであり、戦いの際にこのルーンを剣に刻み勝利を祈ったとされる。
軍神という点でローマ神話の軍神マールスと同一視され、ゲルマン語で火曜日を意味する Tuesday などの語源となった。
なお、同じ北欧神話の雷神トールとは別の神である。

## 『古エッダ』

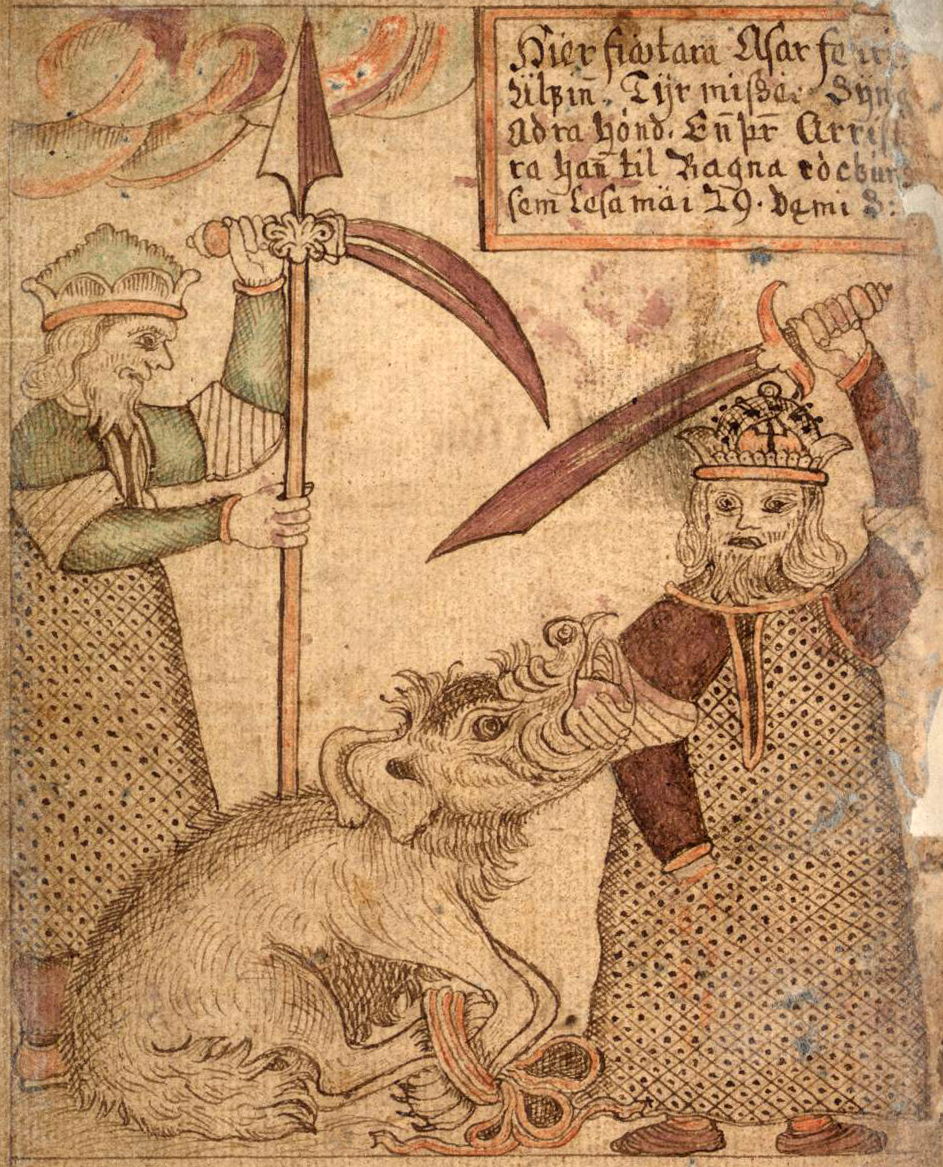
18世紀のアイスランドの写本『SÁM 66』に描かれた、テュールがフェンリルに右腕を噛み切られる場面。

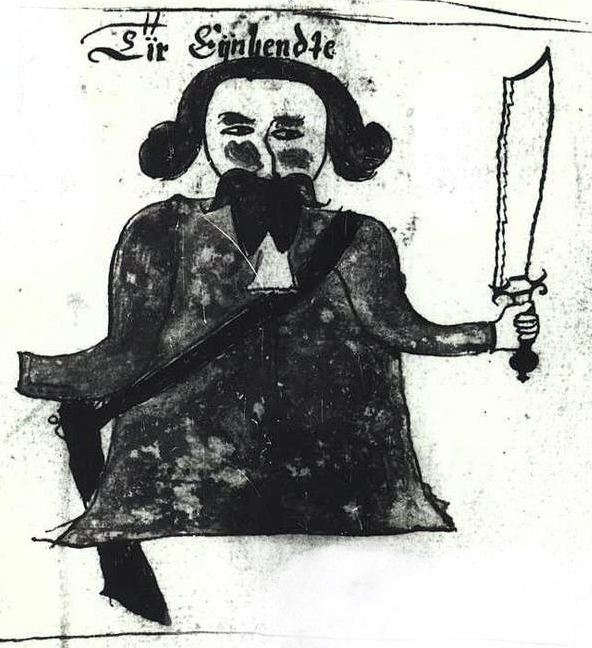
17世紀のアイスランドの写本『AM 738 4to』に描かれたテュール。

『古エッダ』の『ヒュミルの歌』では、テュールは父である巨人ヒュミルの元に、神々が酒宴を開くのに必要な大釜を入手するために出向いている。ただし、このエピソードにおける「テュール」という名前は一般的な「神」の意味で用いられており、実際はロキであると解釈すべきという説がある。
『ロキの口論』第38、40節において、テュールはロキから、右腕を失ったこと（後述）を詰られた上、テュールの妻がロキの子供を産んでいたことを暴露された。
『シグルドリーヴァの言葉』第6節では、テュールを表すルーン文字を剣の柄や峰、血溝の上に彫って、2度テュールの名を唱えることで勝利できると語られている。

## 『スノッリのエッダ』
獰猛なフェンリルは最初は神々の元で拘束されていたが、餌をやる勇気があったのはテュールだけだった。やがてフェンリルをグレイプニルに繋ぐことになった際、疑り深いフェンリルはグレイプニルが危険でないことの証明のため誰かの腕を自身の口内に入れることを要求し、他の神々が戸惑っているのを見てフェンリルが嘲笑する。それを見たテュールはこれはまずい、と思い自ら腕を入れる。
グレイプニルに繋がれたあとフェンリルはそれを壊すことが出来ないと悟ったがすでに遅く、怒り狂ったフェンリルはテュールの腕を噛み切った。テュールに片腕が無いのはそのためである（『スノッリのエッダ』第一部『ギュルヴィたぶらかし』第34章による）。

### ラグナロク
テュールは、最後はラグナロクにて解放された番犬ガルムと相打ちになる。